# 7308 Hattori
A 7308 Hattori (ideiglenes jelöléssel 1995 BQ4) a Naprendszer kisbolygóövében található aszteroida. Yoshisada Shimizu és Urata Takesi fedezte fel 1995. január 31-én.